# 楼如山
樓如山（1527年—1593年），字公安，號鹿屏，浙江金華府東陽縣鳳山大園村人，軍籍，明朝政治人物。进士出身。

## 生平
嘉靖三十四年（1555年）乙卯科浙江乡试第七十一名举人，嘉靖三十八年（1559年）己未科会试第二百十四名，廷试三甲進士。嘉靖三十九年（1560年）任直隸嘉定县知县。升南京大理寺评事。官至蘇州府知府，未幾，告病歸里。教授于八華書院，宣講陽明理學，著有《青陽詩集》。卒年六十七。

## 家族
曾祖樓肇穪，壽官。祖父樓鑌。父樓壔。母何氏。严侍下。弟如崐、如峴。四子：以登、以升、以上、以正。